# Серединка (Черниговская область)
Середи́нка (укр. Середи́нка) — село Черниговского района Черниговской области Украины, на берегу реки Смолянка. Население 378 человек.
Код КОАТУУ: 7425587901. Почтовый индекс: 15574. Телефонный код: +380 462.

## Власть
Орган местного самоуправления — Серединский сельский совет. Почтовый адрес: 15573, Черниговская обл., Черниговский р-н, с. Серединка, ул. Октябрьская (Жовтнева), 2.
Серединскому сельскому совету, кроме Серединки, подчинены сёла:
- Сеножатское;
- Топчиевка.